# 千束村
千束村（ちづかむら）は、福岡県築上郡にあった村。現在の豊前市の一部。

## 歴史
- 1889年（明治22年）4月1日 - 町村制の施行により、上毛郡千束町、今市村、野田村、塔田村、吉木村、荒堀村が合併して村制施行し、千束村が発足[1][2]。
- 1896年（明治29年）4月1日 - 郡の統合により築上郡の所属となる[1][3]。
- 1911年（明治44年）- 信用購買組合設立[1]
- 1915年（大正4年）- 角田信用組合設立[1]
- 1955年（昭和30年）4月10日 - 築上郡八屋町、山田村、三毛門村、黒土村、横武村、合河村、岩屋村、角田村と合併し宇島市を新設して廃止された[1][2]。

## 交通
- 1914年（大正3年）- 宇島鉄道、宇島から耶馬渓間開通、千束駅設置[1]。
- 1934年（昭和9年）- 宇島鉄道廃業[1]